# کلر فوی
کلر الیزابت فوی (به انگلیسی: Claire Elizabeth Foy) (زاده ۱۶ آوریل ۱۹۸۴)؛ بازیگر انگلیسی است. فوی در دانشگاه جان مورز لیورپول و سپس دانشکده هنر آکسفورد در رشته تئاتر تحصیل کرده‌است. وی فعالیت رسمی خود را از سال ۲۰۰۸ و با حضور در مجموعه انسان بودن آغاز کرد و سپس در اولین کار حرفه‌ای خود در تئاتر ملی سلطنتی به روی صحنه رفت. در همان سال، او در مینی سریال دوریت کوچک از شبکه بی‌بی‌سی وان ظاهر شد. در سال ۲۰۱۱ و با بازی در فیلم فصل جادوگری، فوی نخستین تجربه حضور در یک فیلم آمریکایی را پشت سر گذاشت. فوی دوباره به تلویزیون بازگشت و در آثاری همچون استخوان ضربدری و عهد ظاهر شد. هنرنمایی وی در نقش آن بولین در سریال موفق تالار گرگ تحسین منتقدان را در پی داشت.
شهرت جهانی و موفقیت هنری فوی با بازی در سریال تاج از شبکه نت‌فلیکس رقم خورد. فوی در این سریال در نقش جوانی الیزابت دوم ظاهر شد. سریال و بازی او با واکنش‌های بسیار مثبت منتقدان و تماشاگران مواجه شد. فوی برای نقش آفرینی خود توانست برنده جوایز متعددی همچون جایزه گلدن گلوب و جایزه امی شود. موفقیت او در سریال تاج، باعث شد تا پایش به پروژه‌های جریان اصلی هالیوود باز شود. در سال ۲۰۱۸، فوی در چندین فیلم سینمایی ظاهر شد. ابتدا فیلم ترسناک دیوانه به کارگردانی استیون سودربرگ با هنرنمایی او در نقش اصلی اکران شد. سپس در اولین همکاری خود با دیمین شزل، نقش جنت شیرون، همسر نیل آرمسترانگ را در فیلم نخستین انسان بازی کرد که هم خود فیلم و هم بازی او با تحسین منتقدان همراه شد. فوی برای بازی در این فیلم در هفتاد و ششمین دوره جوایز گلدن گلوب در رشته بهترین بازیگر نقش مکمل زن نامزد جایزه شده‌است. همچنین فوی در اقتباس جدید از رمان سه‌گانه میلنیوم، نقش لیسبت سالاندر را در فیلم دختری در تار عنکبوت بازی کرد. فیلم نقدهای متوسطی دریافت کرد اما بازی فوی در نقش اصلی توسط منتقدان تحسین شد.
برای مدت چهار سال، فوی با همسر خود یعنی استیون کمپل مور زندگی می‌کرد اما در سال ۲۰۱۸ از وی طلاق گرفت. فوی از این ازدواج خود یک دختر دارد.

## فیلم‌شناسی

### سینما
| سال  | نام فیلم                 | نقش                 | یادداشت |
| ---- | ------------------------ | ------------------- | ------- |
| ۲۰۱۱ | فصل جادوگری              | آنا                 |         |
| ۲۰۱۱ | مخرب                     | داون                |         |
| ۲۰۱۴ | آکادمی خون‌آشام‌ها         | سونیا               |         |
| ۲۰۱۴ | گلاب                     | پائولا              |         |
| ۲۰۱۵ | بانویی در ون             | لوئیس               |         |
| ۲۰۱۷ | نفس بکش                  | دایانا              |         |
| ۲۰۱۸ | دیوانه                   | ساویر               |         |
| ۲۰۱۸ | نخستین انسان             | جنت شیرون           |         |
| ۲۰۱۸ | دختری در تار عنکبوت      | لیسبت سالاندر       | پسر من  |
| ۲۰۲۱ | زندگی الکتریکی لوئیس وین | امیلی ریچاردسون-وین |         |
| ۲۰۲۱ | پسر من                   |                     |         |
| ۲۰۲۲ | حرف‌های زنانه             | سالومه              |         |